# آناتولی تینیوک
آناتولی تینیوک (اوکراینی: Анатолій Вікторович Тининик؛ زادهٔ ۱۱ سپتامبر ۱۹۸۴) بازیکن فوتبال اهل اوکراین است.